# Impacto de la pandemia de COVID-19 en la ciencia y la tecnología
El impacto de la pandemia de COVID-19 en la ciencia y la tecnología se vio realizado en todo el mundo, siendo la principal, la reducción de la productividad en gran número de campos y programas institucionales. Aunque también ha abierto la financiación de varias agencias gubernamentales para la investigación sobre el desarrollo de la COVID-19 a nivel internacional.

## Investigación

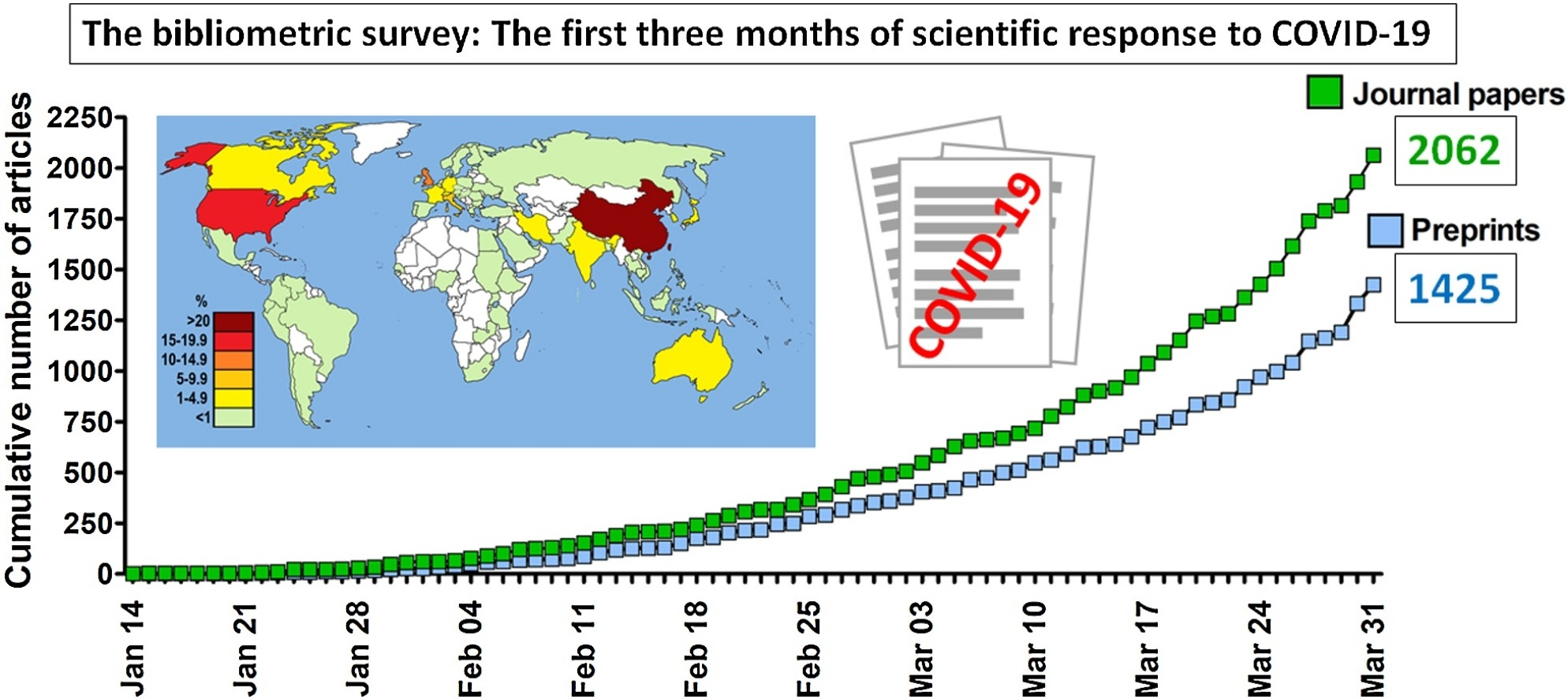
resumen de publicaciones académicas sobre COVID-19 y la pandemia durante los primeros tres meses de 2020

La pandemia puede haber mejorado comunicación científica o establecido formas nuevas de comunicación. Por ahora, muchos datos están siendo liberados en preprint servidores y está siendo diseccionado en plataformas de Internet social y a veces en los medios de comunicación antes de introducir formal peer revisión. Los científicos están revisando, editando, analizando y dato y manuscritos editoriales en velocidades récord y en números grandes. Esta comunicación intensa puede haber dejado un nivel inusual de colaboración y eficacia entre científicos. Francis Collins nota que mientras no ha visto movimiento de búsqueda más rápido, el paso de la búsqueda "todavía puede sentir lenta" durante un pandemic. El modelo típico para búsqueda ha sido considerado demasiado lento para la "urgencia del coronavirus amenaza".

### World Health Organization
El 4 de mayo de 2020, la Organización Mundial de la Salud (OMS) organizó una campaña para recaudar US $ 8 mil millones de dólares en cuarenta países para apoyar el rápido desarrollo de vacunas para prevenir las infecciones por COVID-19, y también anunció el despliegue de un "ensayo de solidaridad" internacional para la evaluación simultánea de varios candidatos a vacunas que alcanzan los ensayos clínicos de fase II-III.
El "Ensayo de solidaridad para tratamientos" es un ensayo clínico multinacional de Fase III-IV organizado por la OMS y sus socios para comparar cuatro tratamientos no probados para personas hospitalizadas con enfermedad grave por COVID-19.
El juicio se anunció el 18 de marzo de 2020 y, a partir del 21 de abril, participaron más de 100 países. La OMS también está coordinando un ensayo controlado aleatorio internacional de múltiples sitios, el "Ensayo de solidaridad para las vacunas", para permitir la evaluación simultánea de los beneficios y riesgos de los diferentes candidatos a vacunas en ensayos clínicos en países donde hay altas tasas de COVID-19 enfermedad, asegurando una rápida interpretación y el intercambio de resultados en todo el mundo. La coalición de vacunas de la OMS dará prioridad a las vacunas que deben pasar a los ensayos clínicos de Fase II y III, y determinará los protocolos armonizados de Fase III para todas las vacunas que alcancen la etapa de prueba fundamental.
La Coalición para las innovaciones en preparación para epidemias (CEPI), que está organizando un fondo mundial de 2.000 millones de dólares para la inversión rápida y el desarrollo de candidatos a vacunas, indicó en abril que una vacuna puede estar disponible bajo protocolos de uso de emergencia en menos de 12 meses o principios de 2021.

### UNESCO
El estudio de la UNESCO sobre las tendencias de publicación en 193 países sobre el tema de los virus nuevos o reemergentes que pueden infectar a los seres humanos abarcó el período de 2011 a 2019 y ahora ofrece una descripción general del estado de la investigación antes de la pandemia de COVID-19. La producción mundial sobre este amplio tema aumentó solo un 2% por año entre 2011 y 2019, más lento que las publicaciones científicas globales en general. El crecimiento fue mucho mayor en países individuales que tuvieron que usar la ciencia para abordar otros brotes virales durante este período, como Liberia para combatir el ébola o Brasil para combatir la Fiebre del Zika. Queda por ver si el panorama científico cambiará o no hacia un enfoque más proactivo de las ciencias de la salud después del COVID-19.

### Laboratorios nacionales e intergubernamentales
Los laboratorios científicos federales del Departamento de Energía de los Estados Unidos, como el Laboratorio Nacional Oak Ridge, han cerrado todas sus puertas a todos los visitantes y muchos empleados y se requiere personal científicos no esenciales para trabajar desde casa si es posible. También se recomienda encarecidamente a los contratistas que aíslen sus instalaciones y personal a menos que sea necesario. El funcionamiento general del ORNL no se ve afectado. El Laboratorio Nacional Lawrence Livermore ha recibido la tarea de la Fuerza de Tarea de Coronavirus de la Casa Blanca para utilizar la mayor parte de su capacidad de supercomputación para una mayor investigación del flujo del virus, posibles mutaciones y otros factores; mientras que temporalmente reduce otros proyectos o los retrasa indefinidamente.
El Laboratorio Nacional Lawrence Livermore ha recibido la labor de la Fuerza de Tarea de Coronavirus de la Casa Blanca para utilizar la mayor parte de su capacidad de supercomputación para una mayor investigación del flujo del virus, posibles mutaciones y otros factores; mientras que temporalmente reduce otros proyectos o los retrasa indefinidamente.
El Laboratorio Europeo de Biología Molecular ha cerrado los seis sitios en toda Europa (Barcelona, Grenoble, Hamburgo, Heidelberg, Hinxton y Roma). Todos los gobiernos anfitriones de EMBL han introducido controles estrictos en respuesta al coronavirus. El personal de EMBL recibió instrucciones de seguir los consejos del gobierno local. Un pequeño número de personal ha sido autorizado para asistir a los sitios para proporcionar un servicio esencial como el mantenimiento de instalaciones para animales o servicios de datos. El resto del personal recibió instrucciones de quedarse en casa. EMBL también ha cancelado todas las visitas a sitios por parte de grupos que no pertenecen al personal. Esto incluye la participación física en el programa de Cursos y Conferencias en Heidelberg, los cursos de Capacitación EMBL-EBI y todos los demás seminarios, cursos y visitas públicas en todos los sitios. Mientras tanto, el Instituto Europeo de Bioinformática está creando una plataforma europea de datos COVID-19 para el intercambio de datos y información. El objetivo es recopilar y compartir datos de investigación rápidamente disponibles para permitir sinergias, fertilización cruzada y el uso de diversos conjuntos de datos con diferentes grados de agregación, validación o integridad. Se prevé que la plataforma consista en dos componentes conectados, los centros de datos SARS-CoV-2 que organizan el flujo de datos de secuencia de brote de SARS-CoV-2 y proporcionan un intercambio de datos abierto integral para las comunidades de investigación europeas y globales, y un COVID más amplio. 19 Portal.
La Organización Meteorológica Mundial expresó su preocupación por el sistema de observación. Las observaciones del programa de retransmisión de datos meteorológicos de aeronaves, que utiliza mediciones en vuelo de las flotas de 43 aerolíneas, se redujeron entre un 50% y un 80% según la región. Los datos de otros sistemas automatizados no se vieron afectados en gran medida, aunque la OMM expresó su temor de que las reparaciones y el mantenimiento pudieran verse afectados. Las observaciones manuales, principalmente de países en desarrollo, también vieron una disminución significativa.

### Open science 2020
La necesidad de acelerar la investigación científica abierta hizo que varias organizaciones de la sociedad civil crearan un Compromiso Open COVID pidiendo a diferentes industrias que liberen sus derechos de propiedad intelectual durante la pandemia para ayudar a encontrar una cura para la enfermedad. Varios gigantes tecnológicos se unieron a la promesa. La promesa incluye el lanzamiento de una licencia Open COVID. Las organizaciones que han defendido el acceso abierto desde hace mucho tiempo, como Creative Commons, implementaron una miríada de llamadas y acciones para promover el acceso abierto en la ciencia como elemento clave para combatir la enfermedad. Estos incluyen un llamado público para más políticas de acceso abierto, y un llamado a los científicos para que adopten períodos de embargo cero para sus publicaciones, implementando un CC BY en sus artículos, y una exención CC0 para los datos de la investigación.
Otras organizaciones cuestionaron la cultura científica actual, haciendo un llamado a una ciencia más abierta y pública.
Para estudios e información sobre coronavirus que pueden ayudar a habilitar CS, hay muchos más recursos en línea disponibles a través de otros sitios web de acceso abierto y ciencia abierta, incluidos los portales administrados por Cambridge University Press, la rama de Europa de Scholarly Publishing and Academic Resources Coalition, The Lancet, John Wiley and Sons y Springer Nature.

### Investigación médica
Un estudio de JAMA Network Open examinó las tendencias en los ensayos clínicos de oncología iniciados antes y durante la pandemia de COVID-19. Se señaló que las disminuciones relacionadas con la pandemia en los ensayos clínicos generaban inquietudes sobre el posible impacto negativo en el desarrollo de nuevas terapias contra el cáncer y la medida en que estos hallazgos podrían aplicarse a otras enfermedades.

## Investigación informática y ciencia ciudadana
En marzo de 2020, el Departamento de Energía de los Estados Unidos, la Fundación Nacional de Ciencias, la NASA, la industria y nueve universidades agruparon recursos para acceder a supercomputadores de IBM, combinados con recursos de computación en la nube de Hewlett Packard Enterprise, Amazon, Microsoft y Google, para el descubrimiento de fármacos.

## Telecomunicaciones

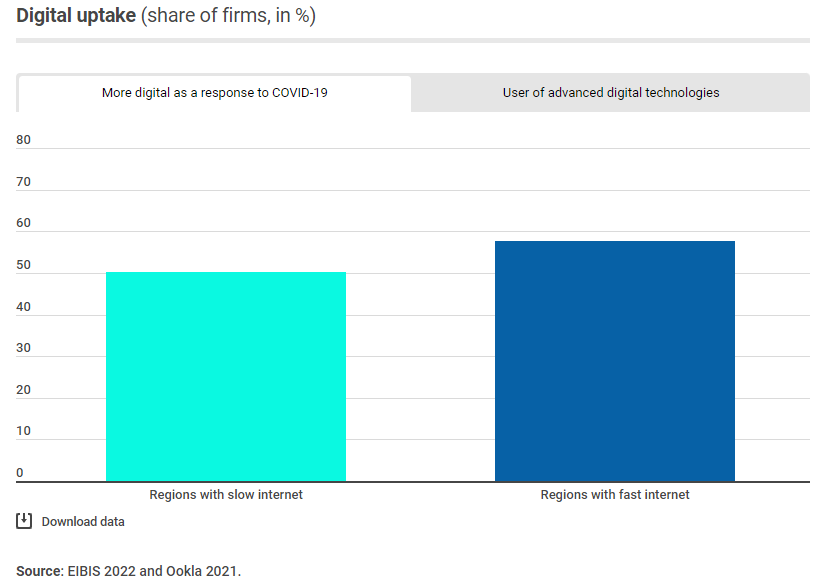
Comparativa de participación en tecnología digital en empresas después de la pandemia, comparados por acceso a mejores velocidades de internet.

El coronavirus causó una gran tensión en el tráfico de Internet, con un aumento del 60% y 50% en el uso de banda ancha de BT Group y Vodafone, respectivamente. Mientras tanto, Netflix, Disney +, Google, Amazon y YouTube consideraron la idea de reducir la calidad de su video para evitar la sobrecarga. Mientras tanto, Sony comenzó a ralentizar las descargas de juegos de PlayStation en Europa y Estados Unidos para mantener el nivel de tráfico.
Los proveedores de servicios celulares en China continental han reportado caídas significativas en el número de suscriptores, en parte debido a que los trabajadores migrantes no pueden regresar al trabajo como resultado de los bloqueos de cuarentena; China Mobile experimentó una reducción de 8 millones de suscriptores, mientras que China Unicom tuvo 7,8 millones menos de suscriptores, y China Telecom perdió 5,6 millones de usuarios. La teleconferencia ha servido como un reemplazo para eventos cancelados, así como para reuniones de negocios diarias y contactos sociales.
Las compañías de teleconferencias como Zoom Video Communications han visto un fuerte aumento en el uso, acompañado de problemas técnicos concomitantes como el hacinamiento de ancho de banda y problemas sociales como Zoombombing. Se han celebrado horas felices virtuales para "quarantinis" utilizando la tecnología e incluso fiestas de baile virtuales.